# Посольство Польши в Казахстане

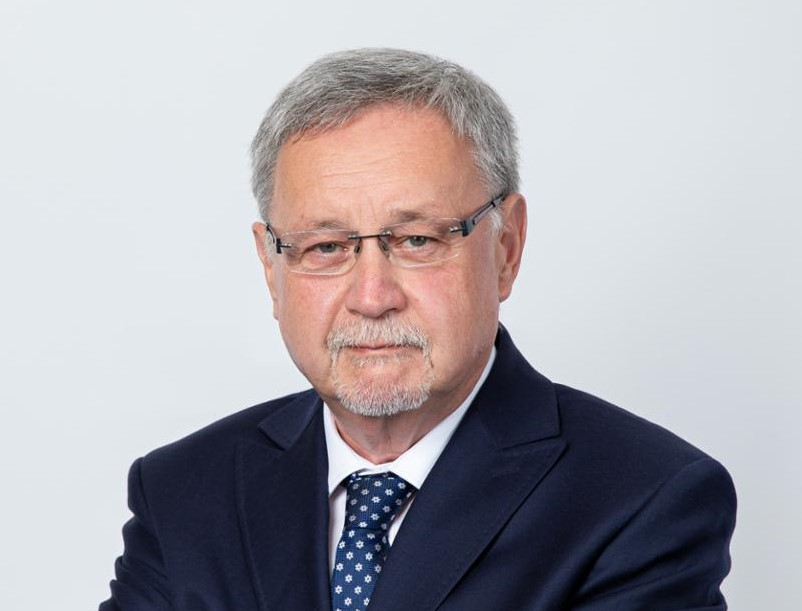
Селим Хазбиевич — посол Республики Польша в Казахстане (2017—2023)

Посольство Республики Польша в Казахстане (пол. Ambasada Rzeczypospolitej Polskiej w Nur-Sułtanie; каз. Қазақстан Республикасындағы Польша Республикасының елшілігімен) — польское дипломатическое представительство, расположенное в Казахстане.
В консульский округ Посольства входят: столица Казахстана город Астана, а также Акмолинская, Караганданская, Костанайская, Северо-Казахстанская и Павлодарская области.
Должность Чрезвычайного и Полномочного Посла с 2017 по 2023 г. занимал Селим Хазбиевич (пол. Selim Chazbijewicz) — польский политолог, писатель, доктор гуманитарных наук, активист татарской диаспоры в Польше.
Также посол Польши в Казахстане аккредитован в Кыргызстане.

## Структура
- Чрезвычайный и Полномочный Посол — руководитель представительства;
- Административно-финансовый отдел;
- Политический и экономический отдел;
- Консульский отдел;
- Атташе по вопросам обороны[6].

## История
Дипломатические отношения между Польшей и Казахстаном были установлены в 1992 году. Посольство Польши в Казахстане открылось 20 марта 1994 года.